# Кастехон-де-Сос
Кастехон-де-Сос (ісп. Castejón de Sos) — муніципалітет в Іспанії, у складі автономної спільноти Арагон, у провінції Уеска. Населення — 787 осіб (2009).
Муніципалітет розташований на відстані близько 420 км на північний схід від Мадрида, 85 км на північний схід від Уески.
На території муніципалітету розташовані такі населені пункти: (дані про населення за 2009 рік)
- Кастехон-де-Сос: 646 осіб
- Лірі: 40 осіб
- Рамастуе: 21 особа
- Ель-Рун: 81 особа

## Демографія
Динаміка населення (INE ):